# Буэнавентура (муниципалитет)
Буэнавентура (исп. Buenaventura) — муниципалитет в Мексике, штат Чиуауа с административным центром в городе Сан-Буэнавентура. Численность населения, по данным переписи 2010 года, составила 22 378 человек.

## Общие сведения
Название Buenaventura дано в честь святого Бонавентуры.
Площадь муниципалитета равна 7912 км², что составляет 3,2 % от общей площади штата, а наивысшая точка — 1572 метра, расположена в поселении Ла-Пурисима.
Он граничит с другими муниципалитетами штата Чиуауа: на севере Асенсьоном, на востоке с Аумадой и Чиуауа, на юге с Намикипой, на западе с Игнасио-Сарагосой, Галеаной и Нуэво-Касас-Грандесом.

## Учреждение и состав
Муниципалитет был образован в 1825 году, в его состав входит 53 населённых пункта, самые крупные из которых:
| Код INEGI | Населённый пункт                                                                | Численность населения (2005 год) | Численность населения (2010 год) |
| --------- | ------------------------------------------------------------------------------- | -------------------------------- | -------------------------------- |
| 010       | Всего                                                                           | 20533                            | 22378                            |
| 0001      | Сан-Буэнавентура (исп. San Buenaventura) 29°50′37″ с. ш. 107°28′19″ з. д.       | 6038                             | 6957                             |
| 0005      | Эхидо-Бенито-Хуарес (исп. Ejido Benito Juárez) 30°08′59″ с. ш. 106°53′01″ з. д. | 5199                             | 5778                             |
| 0082      | Конститусьон (исп. Constitución) 29°55′09″ с. ш. 106°47′30″ з. д.               | 2439                             | 2709                             |
| 0026      | Флорес-Магон (исп. Flores Magón) 29°56′38″ с. ш. 106°57′47″ з. д.               | 2547                             | 2510                             |
| 0028      | Родриго-Кеведо (исп. Rodrigo M. Quevedo) 29°55′14″ с. ш. 107°31′03″ з. д.       | 1231                             | 1367                             |
| 0030      | Сан-Лоренсо (исп. San Lorenzo) 29°48′50″ с. ш. 107°04′34″ з. д.                 | 946                              | 806                              |

## Экономика
По статистическим данным 2000 года, работоспособное население занято по секторам экономики в следующих пропорциях: сельское хозяйство, скотоводство и рыбная ловля — 28,4 %, промышленность и строительство — 38,2 %, сфера обслуживания и туризма — 30,6 %, прочее — 2,8 %.

## Инфраструктура
По статистическим данным 2010 года, инфраструктура развита следующим образом:
- электрификация: 98,7 %;
- водоснабжение: 99,2 %;
- водоотведение: 88,3 %.

## Фотографии

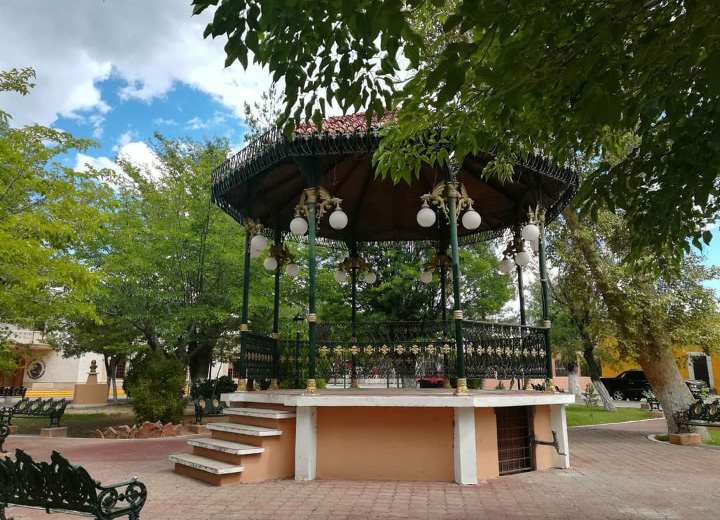
Центр Буэнавентуры
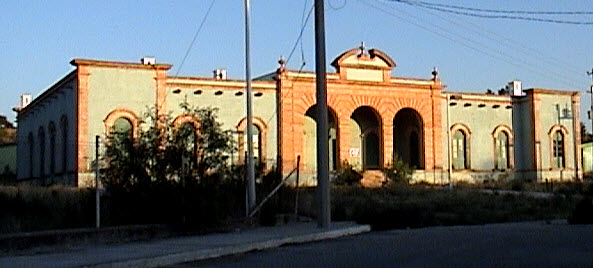
Асьенда в Флорес-Магоне
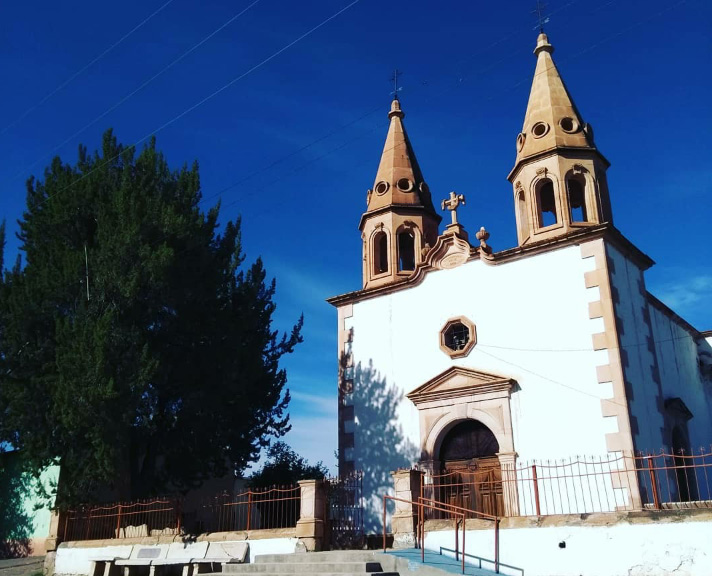
Церковь в Сан-Лоренсо